# Fale i Fono
Il Fale i Fono è il parlamento unicamerale di Tuvalu dal 1978. Viene eletto con suffragio universale ogni 4 anni.

## Storia
Il 1º gennaio 1976, gli allora 8 deputati alla House of Assembly delle Isole Gilbert ed Ellice costituirono il primo Fale i Fono della colonia separata di Tuvalu, poco prima della loro indipendenza.
Le prime elezioni separate della House of Assembly di Tuvalu furono indette il 27 agosto 1977 per eleggere 12 deputati e non più 8: le quattro isole con più di 1 000 abitanti eleggevano ognuna 2 deputati, le altre quattro uno solo.
Nel 2019, la cosiddetta “Legge di modifica delle disposizioni elettorali (per il Parlamento)” ha aumentato il numero di rappresentanti eletti, in modo che ciascuno degli 8 elettorati insulari sia rappresentato da 2 parlamentari. Gli abitanti di Niulakita, l'isola più piccola, sono inclusi nelle liste elettorali di Niutao.